# Смерть (Южный Парк)
«Смерть» (англ. Death) — шестой эпизод сериала «Южный Парк», его премьера состоялась 17 сентября 1997 года.

## Сюжет
Серия начинается с празднования дня рождения престарелого дедушки Стэна. Ему исполняется 102 года и единственное его желание — умереть, что, впрочем, не волнует никого из членов семьи. Дедушка пытается добиться смерти всеми способами: сначала он пытается застрелиться, когда вместе со Стэном смотрит телевизор, затем просит внука убить его, в чём тот, естественно, отказывает. Как и все его одноклассники, Стэн крайне увлечён новым телешоу — шоу Терренса и Филлипа, заключающееся в том, что двое канадцев пукают друг на друга. Однако, когда Шейла Брофловски замечает, что именно смотрит её сын, она немедленно обзванивает всех матерей города и мистера Гаррисона с целью прекратить показ подобной передачи.
На следующий день мистер Гаррисон оповещает детей о том, что им нельзя смотреть шоу Терренса и Филлипа. Кенни приходит в класс с опозданием, объясняя это тем, что у него «взрывная диарея». На протяжении всего урока он почти ежеминутно бегает в туалет, оттуда весьма громко давая понять о характере своей болезни. Также Стэн спрашивает у мистера Гаррисона, можно ли убить того, кто сам об этом просит, но учитель предлагает Стэну «не касаться этого даже шестиметровой палкой» (англ. I'm not touching that one with a twenty-foot pole). После занятий он спрашивает у Шефа, и тот советует «не касаться этого даже двенадцатиметровой палкой» (англ. I don't want to touch that with a forty-foot pole).
Несмотря на запрет, друзья снова собираются у Стэна, чтобы посмотреть телешоу. Перед началом «Терренса и Филлипа» Стэн звонит Иисусу на его шоу «Иисус и друзья» и задаёт всё тот же вопрос, но Иисус советует Стэну «не касаться этого даже восемнадцатиметровой палкой» (англ. I'm not touching that with a eighteen-foot pole). Когда начинается шоу Терренса и Филлипа, Стэн соглашается с просьбой дедушки подержать какую-то верёвку. Однако тут приходит Шелли и обращает внимание на то, что Стэн затягивает верёвку на шее у вешающегося дедушки. Когда полицейские спрашивают у Стэна, зачем он пытался сделать это, он отвечает: «Ну, мы просто смотрели Терренса и Филлипа», и все решают, что виновато телешоу.
Под предводительством Шейлы, в городе начинается забастовка у здания телестудии «Cartoon Central». При этом взрослые, начиная с мистера Гаррисона, которого заразил Кенни, по очереди подхватывают желудочную инфекцию. Через некоторое время президент телекомпании выходит из студии и передаёт официальное обращение от руководства: «Идите на х..й». Если у вас есть вопросы, задавайте их вон той кирпичной стене», а затем показывает протестующим задницу.
Тем временем дедушка решает показать Стэну, насколько на самом деле кошмарна его жизнь. Он запирает его в маленькой тёмной комнате и громко включает песню Энии, не давая Стэну выйти. Через недолгое время Стэн вываливается из комнатки с ужасом и решает помочь дедушке, если вся его жизнь настолько ужасна, как эти несколько минут.
Протестующие решают перейти к активным мерам. Для этого, в соответствии с идеей Шейлы, они начинают совершать массовые самоубийства, «выстреливая» собой в здание телецентра. Также в рядах протестующих продолжает распространяться желудочная инфекция.
В Саус-Парке Стэн пытается убить дедушку. Сначала он сажает его под деревом, на которое сверху подвешивает корову (та должна упасть и убить дедушку). Внезапно из воздуха появляется Смерть (существо в плаще и с косой); дедушка рад, что она наконец-то пришла за ним, но она отправляется в погоню за детьми. Те сначала пытаются дозвониться родителям из дома Стэна, но им не до того. Затем они убегают по улице; вслед за Смертью, на инвалидном кресле, едет дедушка, пытаясь подозвать её к себе. Внезапно Смерть замечает идущую по телевизору на витрине программу Терренса и Филлипа; она останавливается и начинает смеяться.
Возле здания телестудии продолжаются самоубийства. Наконец, выходит директор и признаёт своё поражение, вызванное «фашистской тактикой по выкуриванию их с помощью смрада зловонных фекалий». Он убирает шоу Терренса и Филлипа из сетки вещания. Смерть снова кидается за детьми и, наконец, убивает Кенни. Когда дедушка Марш спрашивает, почему она не заберёт его, Смерть вызывает из чистилища душу пра-прадедушки Стэна, который рассказывает, что ему приходится вечно страдать в аду, поэтому все должны умирать естественной смертью.
Родители возвращаются в Саус-Парк с чувством выполненного долга. Однако Шейла внезапно замечает, что в телешоу, заменившем «Терренса и Филлипа», тоже ругаются, и снова начинает протесты. Дети, лишившись любимого занятия, решают попробовать токсикоманить, курить крэк и смотреть порно, а дедушка отправляется в Африку, надеясь погибнуть в сафари.

## Проблемы, поднятые в эпизоде
- Прежде всего — это проблема родителей, которые вместо того, чтобы воспитывать своих детей, пытаются бороться с телевидением.
- Это первый эпизод сериала, где поднимается проблема легализации эвтаназии. Другим стал 4 эпизод 9 сезона «Лучшие друзья навсегда».

## Смерть Кенни
Смерть долго преследует детей и затем, догнав их, убивает Кенни. Кайл говорит: «Господи, он убил Кенни! Сволочь!», а Стэн говорит, что Смерть, оказывается, гонялась всё это время именно за Кенни.

## Персонажи
В этом эпизоде впервые появляются:
- Дедушка Марш
- Шейла Брофловски
- Терренс и Филлип и их телешоу
- Возможно, Стюарт Маккормик (см. раздел «Факты»)

В классе сидят (слева направо): Терренс; Бебе, Клайд; Пип; Картман; Токен; Кевин; Кайл; Дог Пу; Кенни; Стэн; Энни; Берта. Кевин также стоит в столовой — следующим в очереди после главных героев.